# Северянинский проезд
Северя́нинский проезд (на домовых указателях ошибочно отмечается как «Платформа Северянин») — улица на северо-востоке Москвы в Ярославском районе Северо-Восточного административного округа у Ярославского шоссе вдоль железнодорожной линии вблизи платформы Ростокино.
Назван в начале XX века по расположению в бывшем посёлке рабочих Северной железной дороги (сейчас Ярославское направление Московской железной дороги) Северянин.
Северянинский проезд имеет связь с улично-дорожной сетью Москвы (с Ярославским шоссе) только по наземному переезду через горловину бывшей и заброшенной станции Москва-Товарная-Ярославская и передаточными ветвями Лосиноостровская — МЦК. Ближайшая остановка общественного транспорта — «Северянинский путепровод» — соединяется с проездом пешеходным мостом через платформу. Нумерация домов ведётся по обе стороны от парка путей бывшей станции. Вестибюли новой (с 6 сентября 2019 года) платформы «Ростокино» (ранее — «Северянин») располагаются в конце чётной стороны проезда.

## Строения
- Влад. 6 — комплекс служебных строений ОАО «РЖД»: база материально-технического снабжения, прачечные Московской дирекции обслуживания пассажиров при ФПК ОАО «РЖД».

### Галерея

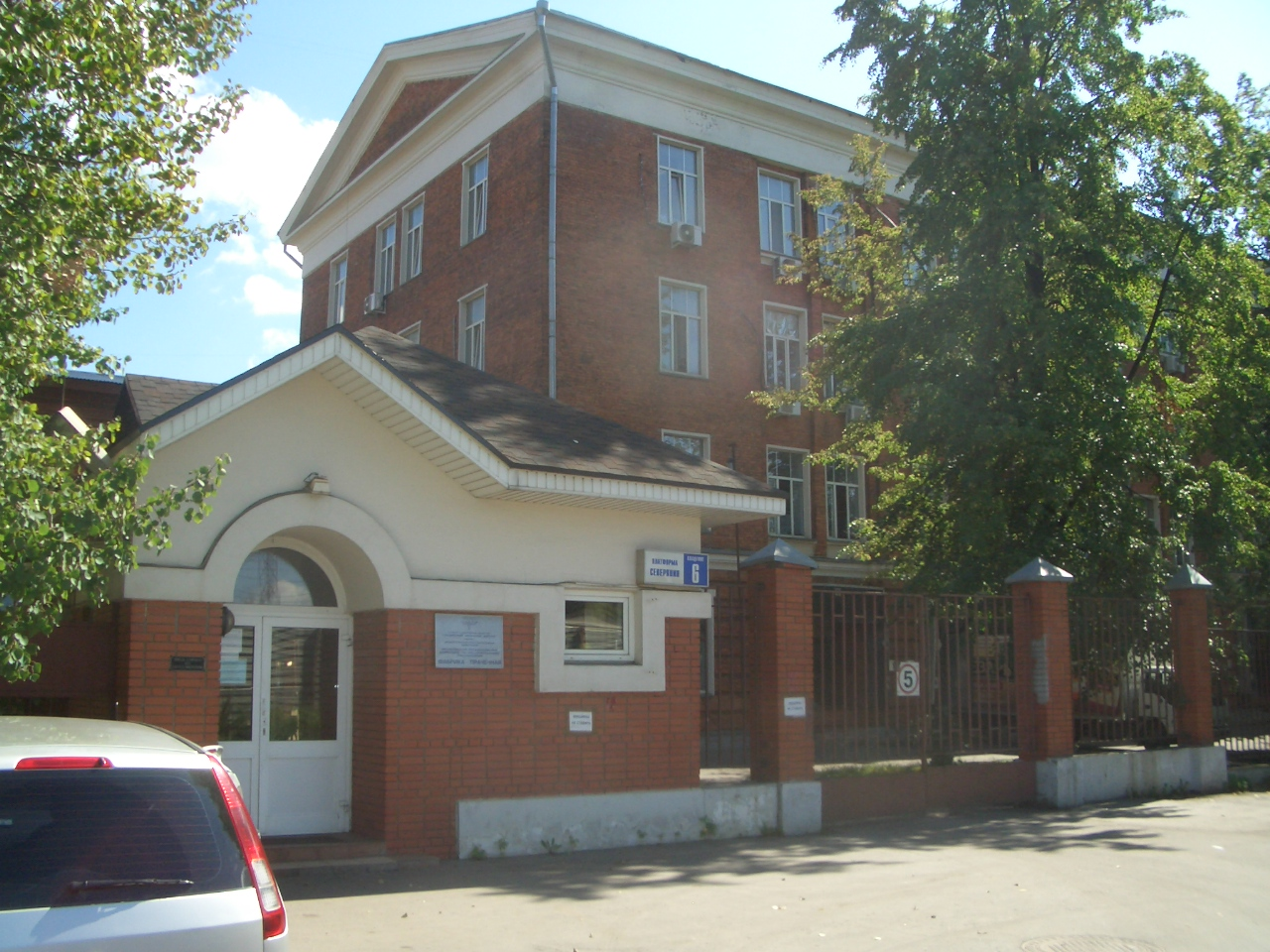
Прачечные Московской дирекции обслуживания пассажиров при ФПК ОАО «РЖД»
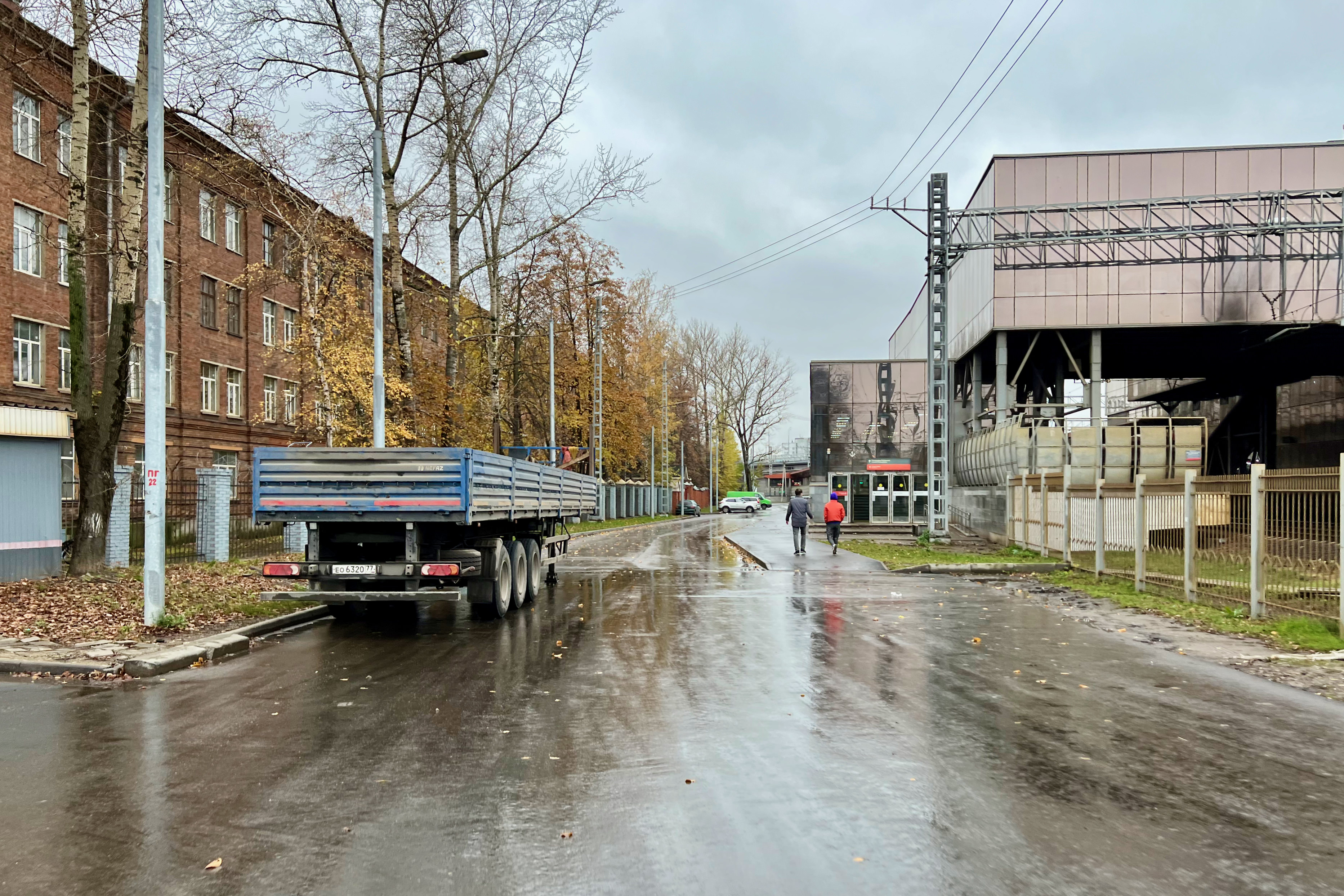
Станция МЦК "Ростокино" (справа)